# Državnozborske volitve v Sloveniji 2026
11. volitve v Državni zbor Republike Slovenije bodo predvidoma potekale aprila 2026. Če ne bodo predčasne, bodo to tretje redne državnozborske volitve po letu 2008.

## Volilni sistem
90 članov Državnega zbora je izvoljenih na dva načina. 88 jih je izvoljenih s sistemom odprtih list v sorazmernem predstavništvu v osmih volilnih enotah s po 11 mandati. Strankam se mandati dodelijo na ravni volilnih enot z uporabo Droopovega količnika. Izvoljeni poslanci so določeni tako, da se vsi kandidati posamezne stranke v volilni enoti razvrstijo glede na odstotek glasov, ki so jih prejeli v svojem volilnem okraju. Preostali neporazdeljeni mandati se nato dodelijo strankam na nacionalni ravni z uporabo d'Hondtove metode, pri čemer velja 4-odstotni volilni prag.
Čeprav je država razdeljena na 88 volilnih okrajev, poslanci niso izvoljeni iz vseh 88 okrajev. V nekaterih okrajih je izvoljenih več poslancev, kar pomeni, da določeni okraji nimajo izvoljenega poslanca (na primer na volitvah 2014 v 21 od 88 volilnih okrajev ni bil izvoljen noben poslanec).
Stranke morajo zagotoviti, da je vsaj 35 % kandidatov na njihovih listah vsakega spola, razen v primerih, ko lista vsebuje le tri kandidate. V teh primerih mora biti vsaj en kandidat vsakega spola.
Predstavnika manjšin se glasuje tako, da volivec pred priimki in imeni kandidatov označi prednostni vrstni red kandidatov s številkami od 1 naprej. Kandidatu se za vsako prvo mesto dodeli toliko točk, kolikor je kandidatov na glasovnici, za vsako naslednje mesto pa točko manj. Nato se točke seštejejo, tisti, ki jih prejme največ, je izvoljen v državni zbor.

## Obstoječe stranke

### Nova Slovenija
Dne 20. junija 2024 sta potekala izvršilni odbor in svet stranke NSi, na katerem je bila sprejeta odločitev, da se jeseni ob rednem programskem izvede tudi izredni volilni kongres. Predsednik Matej Tonin je ob tem naznanil, da ne bo vnovič kandidiral za predsednika, saj da je čas za okrepitev in novo energijo. Odločitev je pojasnil z besedami, da »če imaš občutek, da vsi vozijo v drugo smer, potem si najverjetneje ti tisti, ki vozi v napačno.« Tonin je prav tako napovedal, da ne bo kandidiral za poslanca temveč bo nadaljeval z delom poslanca v Evropskem parlamentu, stranka se je odpovedala tudi novembra 2022 sprejetemu stališču, da z Janezom Janšo kot premierjem ne bi več sodelovali v vladi.

### Levica in Vesna – zelena stranka
Marca 2025 so predstavniki strank Levice in Vesne začeli pogovore o morebitnem sodelovanju. Po besedah sopredsednice Vesne Urške Zgojznik so podlaga za povezavo predvsem zelene poltike, skupne obema strankama. Iskanje zavezništev je dodatno spodbudil tudi odhod vidnega člana Levice Mihe Kordiša, ki je napovedal ustanovitev nove socialistične stranke.
Svet stranke Levica je sodelovanje potrdil na seji dne 15. junija 2025, dva dni kasneje pa je sledil uraden podpis predvolilnega sporazuma o skupnem nastopu na državnozborskih volitvah.

### Zeleni Slovenije
Zeleni so ob 36. obletnici svojega delovanja sklicali tiskovno konferenco, na kateri so med drugim pozvali k združitvi vseh zelenih sil z namenom skupnega nastopa na volitvah. Predsednik Andrej Čuš je izpostavil, da je razdrobljenost tovrstnih strank velik faktor manka zelene alternative na državni ravni. V stranki Vesna so potrdili prejem pobude, a so izrazili dvom v iskrenost ponudbe, saj da naj bi šlo za »manever desnice.« Stranka SMS - Zeleni naj bi se medtem pripojila Stranki generacij, a se do ideje Zelenih še ni dokončno opredelila.

## Novoustanovljene stranke

### Demokrati.
Stranko Demokrati. je 16. novembra 2024 ustanovil Anže Logar, potem ko je po mesecih ugibanj v luči predsedniških volitev 2022 izstopil iz SDS. V ospredje so postavili politično širino in se zavzeli za »veliko programsko koalicijo.« V več intervjujih je Logar izrazil dvom glede vstopa v koalicijo pod vodstvom Janše, če ne bi v njej sodelovala še stranka z nasprotnega pola.
17. junija 2025 je bila na skupni tiskovni konferenci napovedana pripojitev stranke Konkretno Janeza Demšarja za nastop pod znamko Demokrati. na volitvah.

## Politične stranke
| Ime | Ime      | Ime                                  | Vodja                     | Ideologija                | Pozicija        | Rezultat 2022 | Rezultat 2022 | Trenutno |
| Ime | Ime      | Ime                                  | Vodja                     | Ideologija                | Pozicija        | Glasov (%)    | Sedežev       | Trenutno |
| --- | -------- | ------------------------------------ | ------------------------- | ------------------------- | --------------- | ------------- | ------------- | -------- |
|     | GS       | Gibanje Svoboda                      | Robert Golob              | socialni liberalizem      | leva sredina    | 34,4 %        | 41 / 90       | 39 / 90  |
|     | SDS      | Slovenska demokratska stranka        | Janez Janša               | konservatizem             | desnica         | 23,5 %        | 27 / 90       | 24 / 90  |
|     | NSi      | Nova Slovenija - krščanski demokrati | Matej Tonin               | krščanska demokracija     | desna sredina   | 6,9 %         | 8 / 90        | 8 / 90   |
|     | SD       | Socialni demokrati                   | Matjaž Han                | socialna demokracija      | leva sredina    | 6,7 %         | 7 / 90        | 7 / 90   |
|     | Levica   | Levica                               | Asta Vrečko               | demokratični socializem   | levica          | 4,5 %         | 5 / 90        | 4 / 90   |
|     |          |                                      |                           |                           |                 |               |               |          |
|     | SLS      | Slovenska ljudska stranka            | Tina Bregant              | kmetijska politika        | desna sredina   | 3,4 %         | 0 / 90        |          |
|     | Zeleni   | Zeleni Slovenije                     | Andrej Čuš                | zelena politika           | desna sredina   | 3,4 %         | 0 / 90        |          |
|     | NS       | Nova socialdemokracija               | Andrej Magajna            | krščanski socializem      | leva sredina    | 3,4 %         | 0 / 90        |          |
|     | Resni.ca | Državljansko gibanje Resni.ca        | Zoran Stevanović          | suverenizem               | desnica         | 2,9 %         | 0 / 90        |          |
|     | Pirati   | Piratska stranka Slovenije           | Jasmin Feratović          | piratska politika         | levica          | 1,6 %         | 0 / 90        |          |
|     | SNS      | Slovenska nacionalna stranka         | Zmago Jelinčič            | nacionalizem              | skrajna desnica | 1,5 %         | 0 / 90        |          |
|     | VESNA    | VESNA - zelena stranka               | Urša Zgojznik Uroš Macerl | zelena politika           | levica          | 1,4 %         | 0 / 90        |          |
|     |          |                                      |                           |                           |                 |               |               |          |
|     | NOT      | Nič od tega                          | Violeta Tomić             | ničodtegaizem             | levica          | nova stranka  | nova stranka  |          |
|     | D.       | Demokrati.                           | Anže Logar                | konservativni liberalizem | desna sredina   | nova stranka  | nova stranka  |          |
|     | GU       | Glas upokojencev                     | Pavel Rupar               | interesi upokojencev      | desna sredina   | nova stranka  | nova stranka  |          |
|     | SZ       | Stranka ZAUPANJE                     | Karl Erjavec              | interesi upokojencev      | leva sredina    | nova stranka  | nova stranka  |          |
|     | Fokus    | FOKUS - za Slovenijo s ciljem        | Marko Lotrič              | konservativni liberalizem | desna sredina   | nova stranka  | nova stranka  |          |
|     | SG       | Stranka generacij                    | Vlado Dimovski            | socialna demokracija      | leva sredina    | nova stranka  | nova stranka  |          |
|     | S.       | Suvereni                             | Dejan Kaloh               | suverenizem               | desnica         | nova stranka  | nova stranka  |          |

### Ukinjene stranke
| Ime | Ime   | Ime                                        | Zadnji predsednik | Ideologija           | Pozicija     | Priključitev | Priključitev | Priključitev                  | Datum ukinitve |
| --- | ----- | ------------------------------------------ | ----------------- | -------------------- | ------------ | ------------ | ------------ | ----------------------------- | -------------- |
|     | NLS   | Nova ljudska stranka                       | Franc Kangler     | konservatizem        | desnica      |              | SDS          | Slovenska demokratska stranka | 27. marec 2023 |
|     | DD    | Dobra država                               | Smiljan Mekicar   | boj proti korupciji  | sredina      |              | SG           | Stranka generacij             | 17. maj 2025   |
|     | DeSUS | Demokratična stranka upokojencev Slovenije | Vlado Dimovski    | interesi upokojencev | leva sredina |              | SG           | Stranka generacij             | 17. maj 2025   |
|     | K     | Konkretno                                  | Janez Demšar      | liberalizem          | sredina      |              | D.           | Demokrati.                    | 3. julij 2025  |

## Javnomnenjske raziskave
V javnomnenjskih raziskavah ima največ podpore opozicijska Slovenska demokratska stranka, sledita koalicijski Gibanje Svoboda in Socialni demokrati. Okoli parlamentarnega praga se gibajo še opozicijska Nova Slovenija, koalicijska Levica ter neparlamentarni Resni.ca in Demokrati.
Povprečna podpora na izbrani datum prikazuje rezultate najbolj svežih 5 oziroma 6 anket različnih agencij.
| Datum izvajanja                   | Izvajalec / naročnik              | Velikost vzorca                   | GS   | SDS  | NSi | SD  | Levica | Vesna | Resni.ca | Pirati | SNS | SG  | SLS | Zeleni | GU  | Dem. | SZ  | Fokus | Suv. | MS  | Dr  | No  | NG  | Ne vem | NP   | Nbv | Vir    |
| Datum izvajanja                   | Izvajalec / naročnik              | Velikost vzorca                   |      |      |     |     |        |       |          |        |     |     |     |        |     |      |     |       |      |     | Dr  | No  | NG  | Ne vem | NP   | Nbv | Vir    |
| Povprečna podpora 20. avgust 2025 | Povprečna podpora 20. avgust 2025 | Povprečna podpora 20. avgust 2025 | 17,2 | 22,0 | 4,7 | 7,2 | 4,1    | 1,8   | 5,1      | 2,6    | 2,3 | 0,3 | 1,4 | 1,4    | 1,3 | 4,8  | 1,0 | 0,5   | /    | 1,4 | /   | /   | /   | /      | /    | /   | /      |
|                                   |                                   |                                   |      |      |     |     |        |       |          |        |     |     |     |        |     |      |     |       |      |     |     |     |     |        |      |     |        |
| 11. - 13. avgust                  | Ninamedia Dnevnik                 | 700                               | 15,7 | 22,1 | 5,3 | 6,9 | 4,7    | 0,3   | /        | /      | /   | /   | 0,3 | /      | /   | 3,9  | /   | /     | /    | /   | 2,9 | /   | /   | 32,9   | 32,9 | 5,1 | [ 16 ] |
| 4. - 7. avgust                    | Mediana Delo                      | 712                               | 18,0 | 21,8 | 3,8 | 6,3 | 3,6    | 2,4   | 4,2      | 3,5    | 2,3 | /   | 1,4 | /      | /   | 3,9  | /   | /     | /    | /   | 2,5 | 8,0 | 0,7 | 17,1   | 0,5  | /   | [ 17 ] |
| 1. - 7. avgust                    | IJEK Utrip družbe                 | 582                               | 16,2 | 21,5 | 6,6 | 9,2 | 5,4    | 1,8   | 4,6      | 1,3    | 2,3 | 0,3 | 1,1 | 2,3    | 1,1 | 5,7  | 1,0 | 0,5   | /    | 1,4 | 3,3 | /   | /   | 14,2   | 14,2 | /   | [ 18 ] |
| 25. - 28. julij                   | Valicon Siol.net                  | 1.521                             | 19,0 | 21,3 | 4,8 | 8,6 | 3,5    | 3,1   | 7,6      | 3,8    | 2,5 | /   | 1,5 | 1,8    | 1,4 | 6,1  | /   | /     | /    | /   | 3,0 | /   | /   | 11,9   | /    | /   | [ 19 ] |
| 21. - 24. julij                   | Mediana POP TV                    | 728                               | 17,0 | 23,1 | 2,9 | 5,1 | 3,4    | 1,2   | 4,1      | 1,7    | 2,1 | /   | 2,8 | 0,2    | /   | 4,6  | /   | /     | /    | /   | 1,5 | 8,5 | 0,2 | 19,8   | 1,7  | /   | [ 20 ] |